# Krzysztof Stanowski

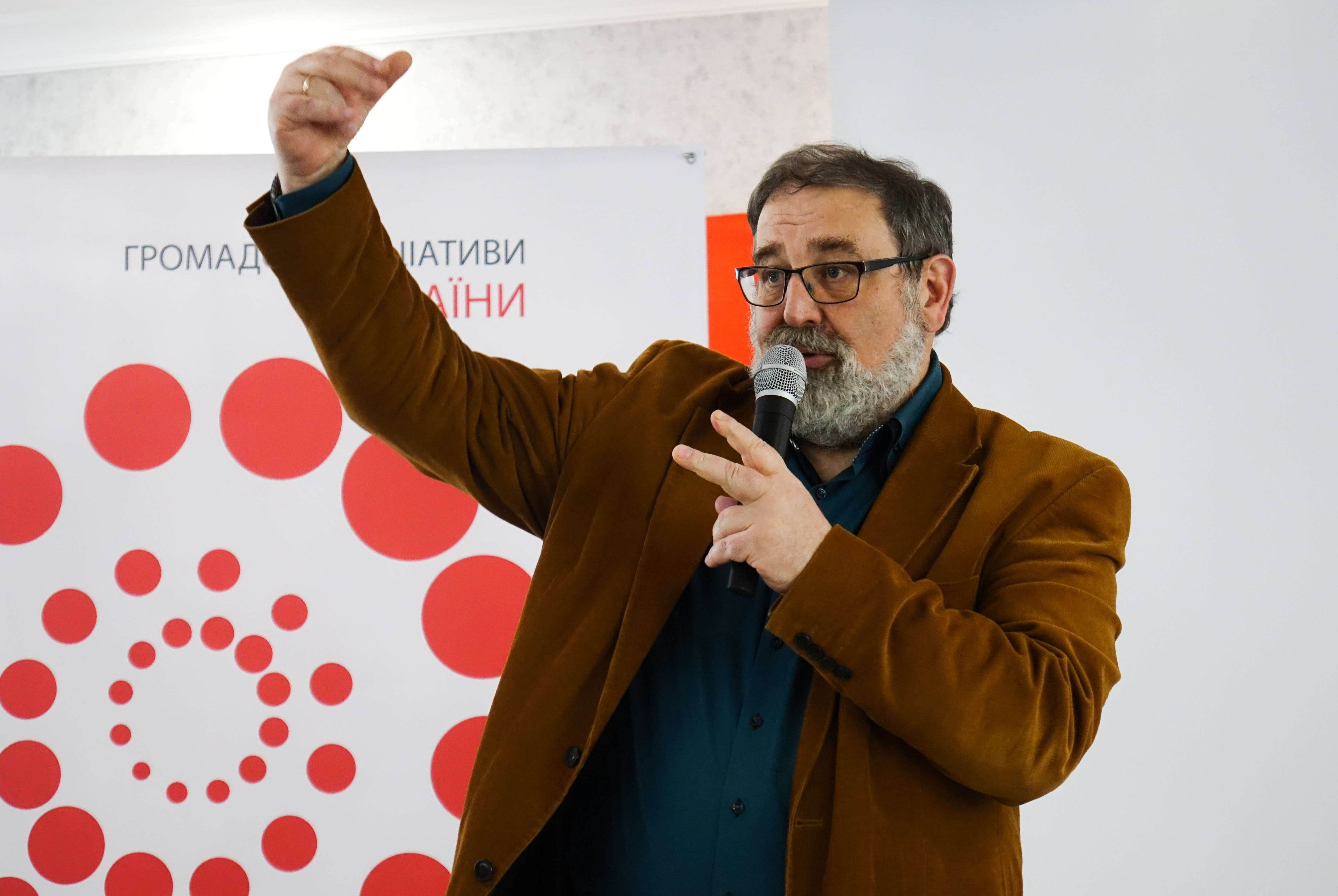
Krzysztof Stanowski

Krzysztof Piotr Stanowski (n. 12 aprilie 1959, Lublin) este un activist social de origine poloneză, în anii 1989-1990 primul șef al Asociației Cercetașilor din Polonia.
Din 1989 numele lui Krzysztof Stanowski este asociat cu Fundația „Educație pentru Democrație”. În perioada 2001 – 2007, a fost președintele acestei organizații. Pînă în noiembrie 2007 a fost co-fondatorul grupului „World”, care întrunește ONG-urile poloneze cu activitate peste hotarele țării.